# Brothers of End
Brothers of End är en svensk popgrupp, bestående av Mattias Areskog, Bengt Lagerberg och Lars-Olof Johansson Ståle. De växte upp tillsammans i Jönköping. Vid Storsjöyran 2006 träffades de och kom överens om att bilda ett band tillsammans.

## Diskografi
- The End
- Mount Inside